# Michael Bormann
Michael Bormann (24 aprile 1966) è un cantante tedesco.
Prima di dedicarsi a una carriera solista, lavorò con numerosi gruppi, tra cui i Jaded Heart.

## Biografia
Michael esordì nel mondo musicale quando ancora era uno studente con il gruppo High Voltage, fondato col fratello. La band cambiò poi nome in T.A.X., per poi diventare Jaded Heart. Nel 1993 Gaby Hauke contattò Michael per chiedergli se fosse interessato a unirsi ai Bonfire. Entrò nel gruppo ma se ne divise già nel 1994 per tornare nei Jaded Heart.
Rimase con questo gruppo fino al 2004, quando lasciò la band per dedicarsi a un progetto solista omonimo. Aprì anche uno studio di registrazione, gli RMB Rock-Studios, a Duisburg. Lavorò anche con J.R. Blackmore (figlio di Ritchie Blackmore, con Zeno Roth (fratello di Uli John Roth), Jos Zoomer e Anette Olzon.
Come solista ha pubblicato finora 4 album, l'omonimo Michael Bormann dallo stile molto Bon Jovi, i successivi Conspiracy e Capture The Moment caratterizzati da un sound più duro ed il particolare e forse più bello e personale ultimo lavoro Different.

## Discografia

### Da solista
- 2002 - Michael Bormann
- 2006 - Conspiracy
- 2008 - Capture the Moment
- 2010 - Different

### Gruppi musicali
- 1983: High Voltage - Scheiß Schule
- 1984: High Voltage - Believe Me
- 1985: High Voltage - Without Love
- 1987: T.A.X. - On The Run
- 1992: Letter X - Born Into Darkness
- 1993: J.R. Blackmore Group - Still Holding On
- 1994: Jaded Heart - Inside Out
- 1996: Jaded Heart - Slaves and Masters
- 1998: Charade - Charade
- 1998: Jaded Heart - Mystery Eyes
- 1998: The Sygnet - Children Of The Future
- 1999: Jaded Heart - IV
- 2001: Jaded Heart - Diary
- 2002: Rain - House of Dreams
- 2002: Jaded Heart - The Journey Will Never End
- 2003: Biss - Joker In The Deck
- 2004: Jaded Heart - Trust
- 2004: 20th Century Boys - Beware Of The Rex!
- 2004: Charade - II
- 2006: Zeno - Runway To The Gods
- 2006: Rain - Stronger
- 2007: Bloodbound - Book of the Dead
- 2007: Redrum - No Turning Back
- 2009: The Trophy - The Gift of Life